# Nefise Hatun
Nefise Melek Sultan Hatun (turco ottomano: نفیسہ خاتون, lett. "preziosa" e "angelo"; Bursa, 1363 – Karaman, dopo il 1403) è stata una principessa ottomana, figlia del sultano Murad I, nota per essere stata la prima principessa ottomana politicamente attiva.

## Biografia
Nefise Melek Hatun nacque nel 1363 a Bursa, come figlia del sultano ottomano Murad I.

### Matrimonio
Nel 1378, durante il matrimonio fra il fratellastro di Nefise, Bayezid (futuro Bayezid I) e la principessa Germiyan Devletşah Hatun, vennero presi accordi per dare Nefise in moglie ad Alaeddin Ali, sovrano di Karaman, uno dei beylik anatolici più potenti e principale rivale degli ottomani. Il loro matrimonio, che portò alla nascita di almeno tre figli, avvenne pochi mesi dopo nello stesso anno ed era un tentativo di stabilire un'alleanza fra le due potenze. Gli intermediari karamanidi furono Davud, fratello di Alaeddin, e Ali Bey, loro zio.
Nefise portò in dote centomila monete o lire d'oro, cento cavalli, dieci rotoli di seta, velluto francese ricamato con filo d'oro per venti abiti, cinque rotoli di tessuto di Damasco, venti rotoli di tessuto egiziano, dieci rotoli di velluto turco, dieci tappeti, nove casse di gioielli d'oro, diamanti, rubini e altre pietre preziose, dieci mandrie di cammelli. Alaeddin, a sua volta, promise che in caso di divorzio avrebbe ceduto a sua moglie Aksehir, Aksaray e tutti i villaggi nelle vicinanze di queste città. Il matrimonio fu annunciato in entrambi gli stati durante le preghiere del venerdì e il kazasker Candarli Kara Halil venne nominato rappresentante della sposa durante la cerimonia, mentre le veci dello sposo furono fatte da Mevlana Muslihiddin.
Il matrimonio non produsse alcuna pace duratura, tuttavia, grazie a sua moglie, Alaeddin ricevette più volte il perdono di Murad I e Bayezid I.
Dopo la cerimonia di Bursa, Nefise partì per Karaman. Secondo le cronache, il corteo fu attaccato dai mongoli, che furono però messi in fuga dalla scorta della principessa e dall'arrivo in soccorso di un reparto di cavalleria karamanide. A Karaman, la cerimonia di nozze fu ripetuta alla presenza dei sovrani di Saruhan, Aydin, Menteşe e Eshrefoglu. A Karaman, divenne nota come Sultan Hatun.

### Mediatrice
Nefise Hatun svolse per la prima volta un ruolo politico del 1386, quando suo marito, approfittando della lontananza di Murad I, conquistò alcuni territori sottoposti all'influenza ottomana. La risposta di Murad fu fulminea e costrinse Alaeddin a riparare a Konya, che fu messa sotto assedio. Dopo dodici giorni, avendo Murad rifiutato le sue offerte di pace, mando la moglie a intercedere per lui presso il sultano.
Nefise si recò dal padre accompagnata dai suoi tre figli e supplicò per la vita di suo marito. Commosso, Murad accettò, a patto che il genero gli cedesse Beysehir e facesse atto di sottomissione, venendogli a baciare le mani e l'orlo della veste. Un aneddoto racconta che, quando Alaeddin si recò a onorare la richiesta di Murad, nascoste sotto il mantello una colomba: uscito dalla tenda, la liberò, dicendo "Ecco, mi libero del mio giuramento, che vola via come questa colomba".
Alaeddin sfidò poi gli ottomani una seconda volta nel 1390/1391, subito dopo la morte di Murad e la salita al trono di suo figlio, Bayezid I. Anche in questo caso, venne sconfitto ed ebbe salva la vita solo grazie alla mediazione di Nefise.

### Vedovanza
Dopo la seconda sconfitta, Nefise s'impegnò a mantenere la pace fra il marito e il fratello, ma invano. L'ultima ribellione di Alaeddin fu nel 1396, quando, mentre Bayezid era impegnato con la battaglia di Nicopoli, occupò Ankara e ne imprigionò il governatore, Sari Temirtash Pasha. Anche questa volta Bayezid rispose immediatamente, presentandosi con un esercito di 150.000 uomini contro i 70.000 di Alaeddin. Rendendosi conto del pericolo, Alaeddin inviò Termitash Pasha come ambasciatore con doni e proposte di pace, ma Bayezid non era più disposto a perdonare il cognato. A Konya, I due eserciti si scontrarono, combattendo per oltre due giorni, mentre Alaeddin si rifugiò nella cittadella fortificata. Dopo dieci giorni d'assedio, si diffuse la voce che Bayezid avesse promesso la salvezza della popolazione in cambio della testa di Alaeddin, che fu perciò tradito e ucciso nel 1497. Secondo le cronache, Bayezid giustiziò gli assassini, per poi ordinare che la testa del cognato fosse infissa su una lancia e fatta sfilare nei territori ribelli che, appreso della sua morte, si arresero. Secondo altre versioni, tuttavia, la popolazione si limitò a consegnare Alaeddin a Bayezid, e fu lui a dare ordine di giustiziarlo, oppure Alaeddin morì durante la battaglia di Akçay.

### Vita successiva
Bayezid inviò la testa di Alaeddin a Karaman, con l'invito ad arrendersi. Sebbene i figli del defunto e la popolazione volessero resistere, Nefise decise che il rischio era troppo grande e si recò, insieme ai suoi figli, nell'accampamento del fratello, offrendo la resa incondizionata in cambio della salvezza della città. Bayezid accettò, ma solo dopo ottenuto che Nefise e i suoi figli tornassero a vivere a Bursa, dove madre e figli furono tenuti rigorosamente separati. Mustafa Çelebi, figlio di Bayezid, fu nominato governatore di Karaman fino all'ascesa di Mehmed, il figlio maggiore di Nefise, che divenne sovrano nel 1403.

### Morte
Nefise rimase a Bursa fino alla morte di Bayezid nel 1403, ma subito dopo tornò a vivere a Karaman, alla corte di suo figlio. Morì dopo quella data e fu sepolta in città, probabilmente nella madrasa che costruì.

## Discendenza
Dal suo matrimonio, Nefise Hatun ebbe almeno tre figli:
- Nasiraeddin Mehmed II di Karaman (1379 - 1423), sovrano di Karaman;
- Bengi Alaeddin Ali II di Karaman (1381 - 1424), sovrano di Karaman dopo suo fratello;
- Oğuz Bey (? - ?).

## Mecenatismo
A Karaman, nel 1388, Nefise istituì il Collegio Teologico. Fondò inoltre la madrasa Khatuniye, oggi trasformata in museo, e un hammam, le cui rendite waqf furono usate per finanziare il suo mausoleo.

## Eredità
Nefise fu la prima principessa ottomana a svolgere un ruolo politico di cui rimane testimonianza nelle fonti. Venne definita "un uccello predatore" e che era "in tutto pari a un uomo", e sottolineato come, malgrado le sue origini, sia sempre stata completamente fedele al marito, ai figli e a Karaman piuttosto che al padre, al fratello e all'impero ottomano.